# 上本孝一
上本 孝一（うえもと こういち、1963年4月29日 - 2006年5月5日）は、京都府舞鶴市出身のプロ野球選手(捕手)、プロ野球審判員。審判員袖番号は3（1988年初採用から2006年死去まで。上本の死去後、審判員袖番号3は一時欠番となっていた）。

## 経歴・人物
西舞鶴高校を経て、1981年のドラフト5位で広島東洋カープに入団。達川光男の存在で出場機会に恵まれず1984年に現役引退。
1985年からセ・リーグ審判員となる。同じセリーグ審判の橘高淳とは同期入局である。生涯通算試合出場数は1412試合、オールスターゲーム2回出場（1993年と2001年。2001年の第1戦で球審）。東京審判部の中堅であったが日本シリーズの出場はなかった。
1995年4月15日の巨人 対 阪神戦で巨人の落合博満が2000本安打を記録した試合と1996年8月11日の巨人 対 中日戦で中日の野口茂樹がノーヒットノーランを記録した試合でそれぞれ球審を務めていた。
また、東京審判部所属でありながら愛知以西、関西審判部のエリアで行われるゲームでジャッジを務める事が多く「関西審判部所属」と勘違いされるほどであった。球審時は佐々木昌信と同じ黄色マスクを使っていたが、上本のマスクはスロートガード装着型だった。
2002年8月1日の巨人 対 中日戦で中日の川上憲伸がノーヒットノーランを記録した試合で球審を務めていた。8月23日の巨人戦で阪神監督・星野仙一とコーチ・田淵幸一に生涯唯一の退場処分を下した審判である。
在職中の2006年5月5日11時40分、埼玉県朝霞市の自宅で就寝中に心筋梗塞のため急死。43歳没。
亡くなる前日にはデーゲームで行われた中日 対 横浜（ナゴヤドーム）に一塁塁審として出場していた。セ・リーグの審判では1966年1月5日に亡くなった野武貞次以来となる現職での死去であった。翌5月6日にはセ・リーグ公式戦3試合において半旗が掲げられ、試合前に全選手・審判員が黙祷を行った。上本が付けていた袖番号「3」は一時欠番扱いとなった（2011年の日本野球機構による審判員業務統合により失効。現在は袖番号「3」は敷田直人が付けている）。

## 逸話
上本が1984年にカープを退団した際、カープの同僚が上本の送別会を兼ねた忘年会を開いた模様が当時、NHKの番組で紹介されたことがあり、その映像が2021年5月28日放送の『ラウンドちゅうごく』（中国地方5県【広島県／岡山県／山口県／島根県／鳥取県】ローカル放送）で紹介された。
1996年9月20日、巨人対中日（東京ドーム）試合終了後に、上本は三塁側通路で待ち受けた中日・星野仙一監督に抗議され、3分間ほど小競り合いとなった。試合終了後、それも通路での抗議は異例であり、止めに入った田中俊幸審判の足を蹴ったとして、星野にはセ・リーグから制裁金100万円の裁定が下された。
2005年9月3日の横浜vs阪神で、横浜の佐伯貴弘の打席の際、カウント2-3で阪神の安藤優也の投球がボールで四球となり、佐伯は一塁に行こうとしたが上本がボールカウントを間違えて佐伯を呼び止めて打席に戻した。この後佐伯はレフト前にヒットを放ったが、このミスジャッジによりセ・リーグは9月6日に上本へ厳重戒告処分を下した。

## 詳細情報

### 年度別打撃成績
- 一軍公式戦出場なし

### 背番号
- 63 （1982年 - 1984年）

## 審判出場記録
- 初出場：1987年9月19日、ヤクルト対横浜大洋23回戦（神宮球場）、左翼外審。
- 出場試合数：1412試合
- オールスター出場：2回
- 日本シリーズ出場：なし